# Рекен де Атлантік
Футбольний клуб «Рекен де Атлантік» (фр. Requins de l'Atlantique Football Club) — бенінський професійний футбольний клуб, який базується в місті Котону. Клуб заснований у 1977 році, грає домашні матчі на стадіоні «Стад Рене Плевен д'Акпаква» місткістю 15 тисяч глядачів. «Рекен де Атлантік» грає в Прем'єр-лізі Беніну, найвищому футбольному дивізіоні країни, та тричі ставав чемпіоном країни, клуб також 5 разів був володарем Кубка Беніну.

## Титули і досягнення
- Чемпіон Беніну (3): 1985, 1987, 1990
- Володар Кубка Беніну (5): 1978, 1981, 1983, 1988, 1989